# Calliano (Trentino-Alto Adige)
Calliano es una localidad y comune italiana de la provincia de Trento, región de Trentino-Alto Adigio, con 1.408 habitantes.